# مقاطعة كراش
مقاطعة گراش (بالفارسية: شهرستان گراش) هي إحدى مقاطعات في محافظة فارس في إيران. مركز مقاطعة گراش هو مدينة غراش. كانت گراش بلدة تابعة لمقاطعة لارستان لكنها أصبحت مقاطعة مستقلة فيما بعد.